# Henrique Sereno
Henrique Sereno Fonseca (* 18. Mai 1985 in Elvas) ist ein ehemaliger portugiesischer Fußballspieler. Seine bevorzugte Position ist die Innenverteidigung.

## Karriere

### Verein
Sereno begann seine Karriere bei O Elvas. Zur Saison 2005/06 wechselte er in die SuperLiga zu Vitória Guimarães und wurde von dort zur Rückrunde an den FC Famalicão ausgeliehen. Mit Vitória Guimarães, die inzwischen in die Liga de Honra abgestiegen waren, schaffte er den direkten Wiederaufstieg und erreichte nach der Saison 2007/08 als Tabellendritter die Teilnahme an der Champions-League-Qualifikation. Dort scheiterte man am FC Basel und schied auch im UEFA-Cup in der ersten Runde gegen den FC Portsmouth aus. In der Saison 2008/09 kam Sereno aufgrund von Verletzungen nur zu sechs Liga-Einsätzen. Im Januar 2010 wechselte er zu Real Valladolid, kehrte jedoch bereits nach einem halben Jahr nach Portugal zurück. Mit dem FC Porto wurde er in der Saison 2010/11 portugiesischer Meister, portugiesischer Pokalsieger und Europa-League-Sieger.
Im August 2011 lieh ihn der 1. FC Köln aus. Sereno unterschrieb einen Leihvertrag für mindestens eine Saison und erhielt die Rückennummer 17. Sein Bundesliga-Debüt absolvierte er am 4. Spieltag der Saison 2011/12 im Rahmen des Kölner 4:3-Auswärtssieges beim Hamburger SV. Nach dem Abstieg des FC in die 2. Bundesliga kehrte Sereno zunächst zu seinem Stammverein zurück. Allerdings wurde er zur Saison 2012/13 an Real Valladolid ausgeliehen.
Im Sommer 2013 wechselte er in die Türkei zu Kayserispor und stieg nach seinem ersten Jahr mit dem Verein ab. In der folgenden Saison 2014/15 wurde er mit Kayserispor Meister der zweiten Liga und kehrte zurück in die Süper Lig. 
Sereno wechselte zur Saison 2015/16 in die deutsche Bundesliga zum 1. FSV Mainz 05, für den er kein Pflichtspiel absolvierte. Sein Vertrag wurde am 15. Juni 2016 aufgelöst.
Es folgten Phasen der Vereinslosigkeit und kurzzeitige Engagements in Indien und Spanien, ehe er 2019 seine aktive Karriere beendete.

### Nationalmannschaft
Nachdem er 2007 ein Länderspiel für die portugiesische U21-Auswahl absolviert hatte, debütierte Sereno am 10. Juni 2013 unter Trainer Paulo Bento im Rahmen eines Freundschaftsspiels gegen Kroatien in der A-Nationalmannschaft.

### Funktionärstätigkeit
Seit Januar 2020 ist Sereno Präsident des portugiesischen Zweitligisten UD Vilafranquense.

## Erfolge
- Portugiesischer Meister: 2011 (mit dem FC Porto)
- Portugiesischer Pokalsieger: 2011 (mit dem FC Porto)
- Portugiesischer Supercup-Sieger: 2011 (mit dem FC Porto)
- UEFA-Europa-League-Sieger: 2011 (mit dem FC Porto)
- Meister der TFF 1. Lig und Aufstieg in die Süper Lig: 2015 (mit Kayserispor)
- Indischer Meister: 2016 (mit Atlético Kolkata) und 2018 (mit Chennaiyin FC)